# Edifici al carrer de Rosich, 10-14
L'edifici al carrer de Rosich, 10-14, de Reus (Baix Camp) és un edifici inclòs en l'Inventari del Patrimoni Arquitectònic de Catalunya com a Bé Cultural d'Interès Local.

## Descripció
Fins als anys vuitanta era l'edifici més alt del centre històric de Reus, ja que té cinc plantes. Els balcons de la primera i segona planta són correguts, i el de la segona planta té sis mènsules. A la tercera i quarta planta hi ha tres balcons amb dos mènsules per a cadascun. Cada obertura té uns muntants amb motllures clàssiques. Els ferros forjats de tots els balcons són iguals. La façana està arrebossada simulant carreus rectangulars. La cornisa, amb volada, també consta de sis mènsules.